# Kolonien deutscher Länder vor 1871
Kolonien deutscher Länder vor 1871 sind Kolonien von deutschsprachigen Ländern, die vor der Gründung des Deutschen Reichs projektiert oder kurzzeitig angelegt wurden. Während andere europäische Mächte bereits ab dem 15. und 16. Jahrhundert begannen, Kolonien in Übersee zu gewinnen, traten die deutschen Länder in der Frühen Neuzeit aus verschiedenen Gründen kaum als Kolonialmacht in Erscheinung. Eine Ausnahme bildete Brandenburg-Preußen, das sich ab 1680 um einen überseeischen Kolonialbesitz und Anteil am kolonialen Sklavenhandel bemühte. Alle diese Kolonien wurden aber bald wieder aufgegeben. Eine Kontinuität des staatlichen Kolonialismus zu den deutschen Kolonien, die ab 1884 gegründet wurden, besteht nicht.
Eine besondere Betätigung deutscher Landesfürsten im Alten Reich war die Vermietung von Truppen an England und die niederländischen Kompanien für den Einsatz in deren Kolonien. So stellte Herzog Carl Eugen von Württemberg das Kapregiment für die Niederländische Ostindien-Kompanie und auch die Grafen und Fürsten von Waldeck stellten Kompanien für den kolonialen Einsatz und verdienten daran.
Eine Episode ganz zum Ende des Alten Reiches war die 1806 in Tübingen vom Studenten Carl Ludwig Reichenbach gegründete geheime Otaheiti-Gesellschaft zur Errichtung einer Kolonie in der Südsee auf Tahiti. Ende 1808 wurde die Gesellschaft von der Polizei entdeckt und die meisten ihrer Mitglieder wegen des Verdachts auf Hochverrat verhaftet.
Einige ausgewanderte Deutsche gründeten in Übersee Siedlungen, die bisweilen ebenfalls als „deutsche Kolonien“ bezeichnet werden, aber keine Souveränitätsrechte des Herkunftslandes ausübten.

## Die Welser-Kolonie

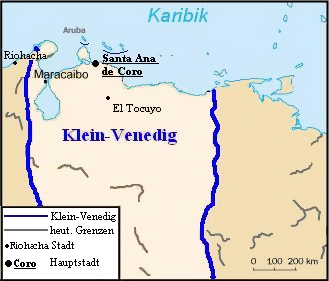
Lage von Klein-Venedig

Die Welser-Kolonie (auch Klein-Venedig oder Welserland) war ein Handelsstützpunkt in Venezuela, den Karl V. dem Augsburger Patriziergeschlecht der Welser von 1528 bis 1556 verpfändet hatte. Hierbei handelte es sich allerdings nicht um eine Kolonie im staatsrechtlichen Sinne.

## Hanauisch-Indien
1669 vereinbarten die Niederländische Westindien-Kompanie und die Grafschaft Hanau in einem Vertrag, dass die Grafschaft ein Gebiet von 3000 holländischen Quadratmeilen zwischen Orinoco und Amazonas in Niederländisch-Guayana als Lehen erhalten sollte. Das Projekt scheiterte jedoch unter anderem an finanziellen Problemen.

## Brandenburgisch-preußische Kolonien

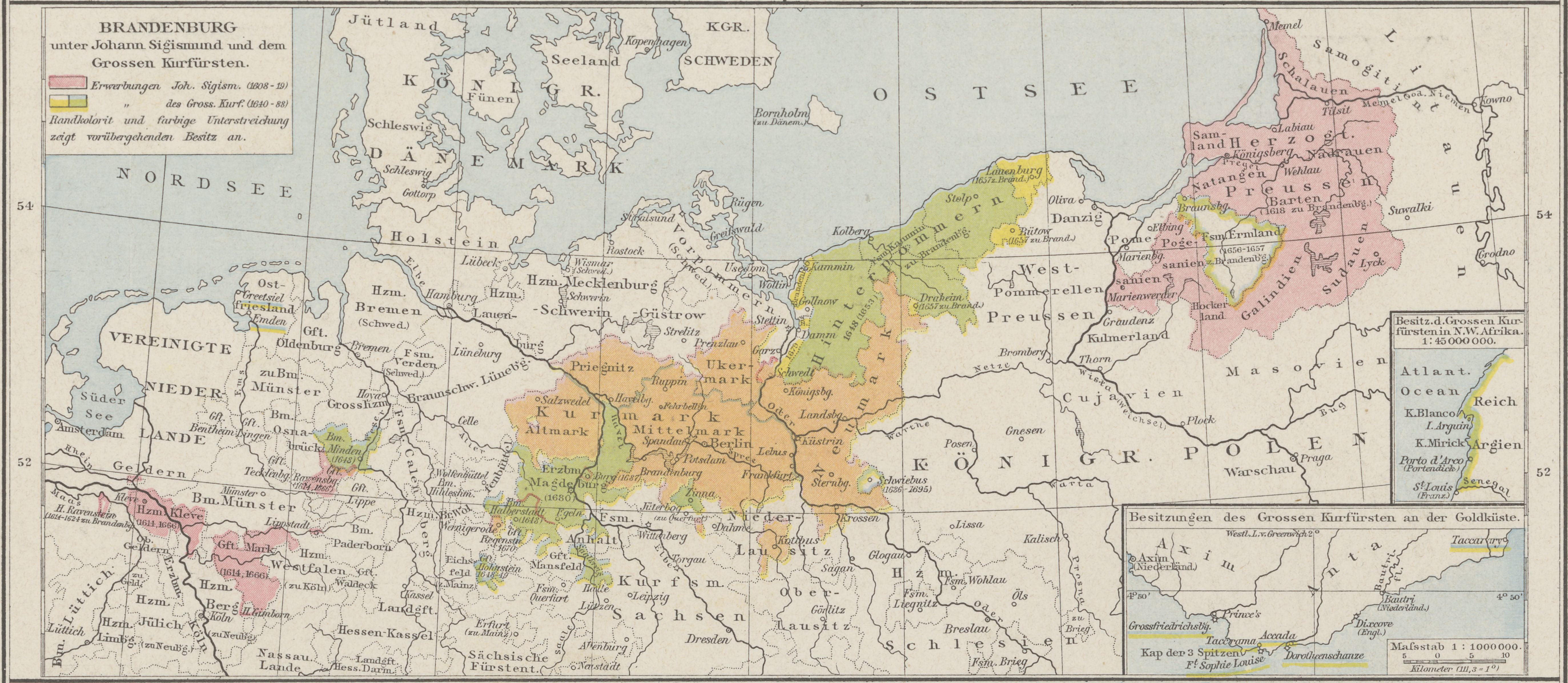
Der brandenburgisch-preußische Staat mit seinen Kolonien an der Goldküste im heutigen Ghana sowie in Mauretanien (unten rechts)

Im Jahr 1682 sandte Kurfürst Friedrich Wilhelm von Brandenburg eine Expedition aus, um die erste brandenburgische Kolonie in Afrika zu gründen. Ein Jahr später wurde am Kap der drei Spitzen der brandenburgische rote Adler im heutigen Ghana gehisst und erste Schutzverträge mit Häuptlingen abgeschlossen. Außerdem wurde der Grundstein für die Festung Groß Friedrichsburg gelegt.
Gehandelt wurde in den brandenburgischen Kolonien vor allem mit Sklaven, Gummi, Elfenbein, Gold und Salz. Für den Sklavenhandel pachtete der Kurfürst den karibischen Stützpunkt St. Thomas von Dänemark.

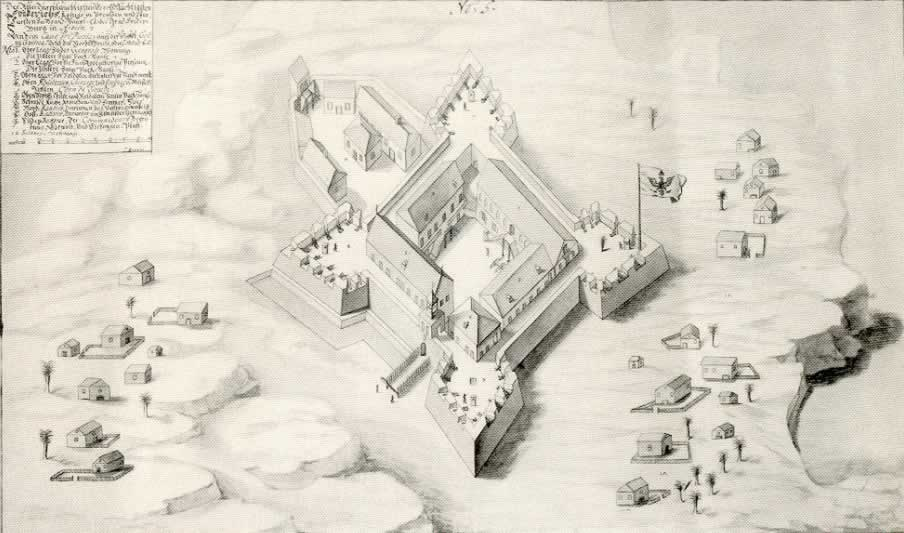
Ansicht von Groß Friedrichsburg zur Zeit des vollendeten Ausbaus nach 1686. Außerhalb des Forts die Hütten der Afrikaner. (zeitgenössisch)

Nach einer kurzen Blüte setzte ab 1695 ein allmählicher Niedergang der Kolonien ein. Gründe dafür lagen in den nur begrenzten finanziellen und militärischen Mitteln, über die Brandenburg-Preußen verfügte.
Der Enkel Friedrich Wilhelms, König Friedrich Wilhelm I. in Preußen, hatte keinerlei persönliche Beziehungen oder Neigungen zu Marine und Kolonien. In Letzteren sah er gar eine „Chimäre“. Er konzentrierte sich eher auf den Ausbau des preußischen Heeres, für die der Großteil der finanziellen Ressourcen des preußischen Staates aufgewendet wurden. So verkaufte der König mit den Staatsverträgen von 1717 und 1720 seine afrikanischen Kolonien an die Niederländische Westindien-Kompanie „für 7.200 Dukaten und 12 Mohren“.
Die brandenburgischen Kolonien waren:
1. Groß Friedrichsburg (im heutigen Ghana), Kolonie 1683 bis 1718
2. Arguin (im heutigen Mauretanien), Kolonie 1685 bis 1721
3. St. Thomas (Karibik, heute zu den Amerikanischen Jungferninseln gehörig), brandenburgisches Pachtgebiet in Dänisch-Westindien 1685 bis 1720
4. Krabbeninsel (Karibik, heute zu Puerto Rico gehörig), brandenburgische Annexion in Dänisch-Westindien 1689 bis 1693
5. Whydah (im heutigen Benin), brandenburgischer Stützpunkt um 1700 (nur eine Ansammlung von Lagerhäusern, im selben Ort hatten auch Briten und Niederländer einen Stützpunkt).

Nach dem Historiker Jürgen Luh waren die brandenburgischen Kolonien zu keinem Zeitpunkt mit jenen des wilhelminischen Kaiserreiches vergleichbar. Groß Friedrichsburg umfasste zum Beispiel nur etwa 100 Hektar. Das kontrollierte Territorium endete im Umkreis von 500 Metern um das Fort.
In seiner Lebensbeschreibung berichtete 1823 der weitgereiste Seefahrer Joachim Nettelbeck, er habe in den Jahren 1774 und 1786 in Denkschriften den Königen von Preußen den Wiedereinstieg in die Kolonialpolitik empfohlen. Er habe die Inbesitznahme eines noch nicht kolonisierten Küstenstreifens am Corantijn zwischen Berbice und Suriname in Südamerika vorgeschlagen, jedoch seien weder Friedrich der Große noch Friedrich Wilhelm II. auf seine Schreiben eingegangen. Als Nettelbeck 1814, inzwischen zum Volkshelden geworden, seinem Förderer August Neidhardt von Gneisenau vorschlug, Preußen solle sich vom besiegten Frankreich eine bereits kolonisierte Insel in Westindien abtreten lassen, erhielt er erstmals eine Antwort auf seine Pläne. Nettelbeck teilte seinen Lesern mit, Gneisenau habe ihm geschrieben, dass es zu Preußens „System“ gehöre, auf Kolonien zu verzichten, da deren Besitz es abhängig von den Seemächten machen würde.

## Österreichische Kolonien

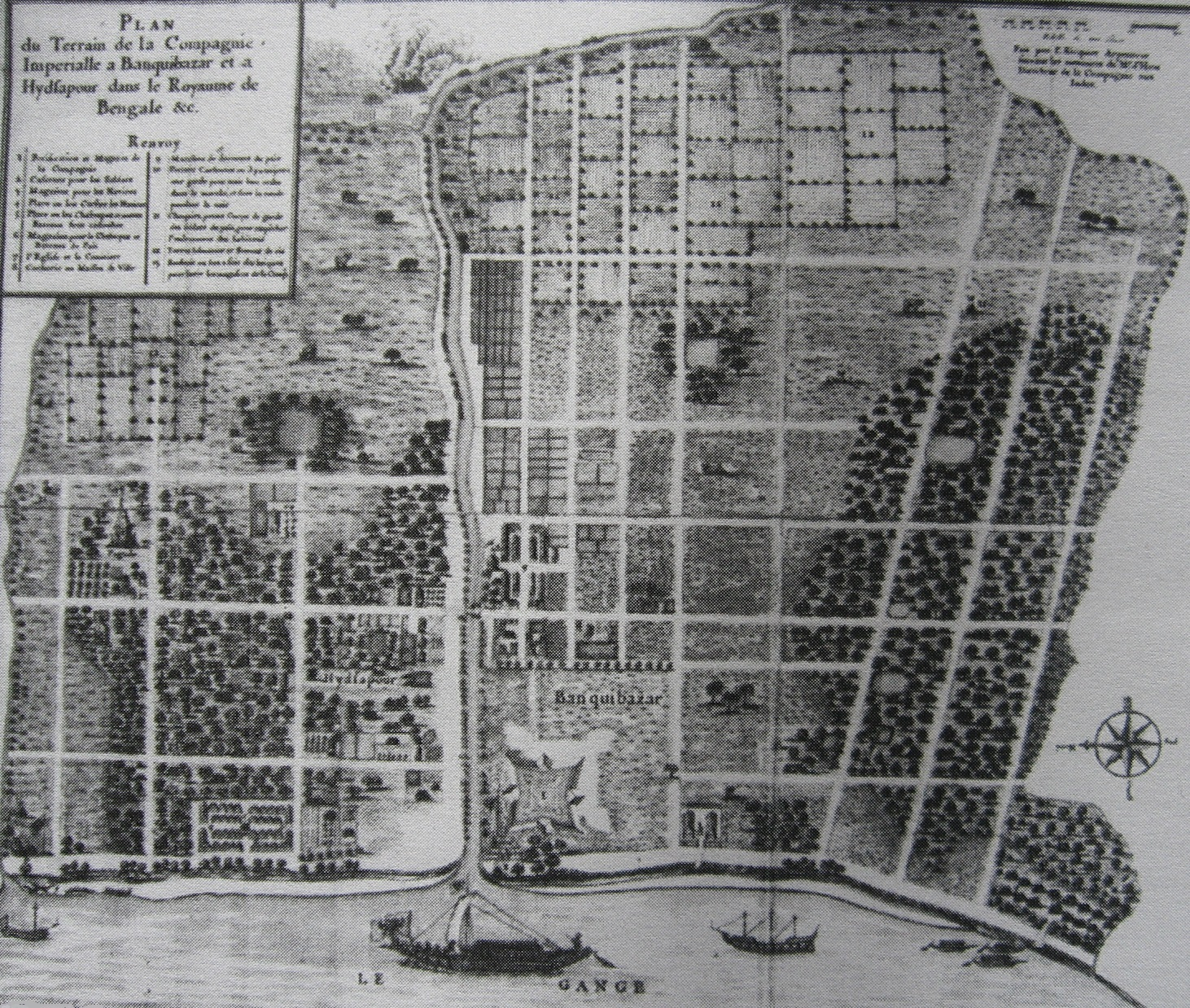
Faktorei und Hauptquartier der Ostender Kompanie in Banquibazar in Indien am Ganges in Bengalen um 1730.

Da die habsburgischen Kronlande vor 1804 kein eigenes Kaisertum darstellten, waren auch die österreichischen Kolonien in Asien und Afrika formal Kolonien eines Landes des Heiligen Römischen Reiches Deutscher Nation.

## Dänische Kolonien
Das Herzogtum Holstein war im 18. und 19. Jahrhundert, teilweise schon seit dem 16. Jahrhundert gleichzeitig durch Personalunion (der dänische König als deutscher Herzog in Holstein) Bestandteil dänischen staatlichen Einflusses und originäres Glied des Heiligen Römischen Reiches bzw. des Deutschen Bundes. Insbesondere die – damals noch nicht zu Hamburg gehörende – holsteinische Stadt Altona unterhielt regen Handel mit Dänisch-Westindien.

## Deutsches Reich von 1848
Im Jahre 1848 wurden im Zuge der Gründung des Deutschen Reiches in Frankfurt am Main, der damaligen Reichshauptstadt, in Leipzig und Dresden Kolonialvereine gegründet, denen weitere in Darmstadt, Wiesbaden, Hanau, Hamburg, Karlsruhe und Stuttgart folgten. Die in den 1840er Jahren entstandene Kolonialbewegung schien mit dem Wiedererstehen des Reiches auch ihre Ziele verwirklichen zu können. So schrieb Richard Wagner im Juni 1848: „Nun wollen wir in Schiffen über das Meer fahren, da und dort ein junges Deutschland gründen. Wir wollen es besser machen als die Spanier, denen die Neue Welt ein pfäffisches Schlächterhaus, anders als die Engländer, denen sie ein Krämerkasten wurde. Wir wollen es deutsch und herrlich machen.“
Die Paulskirchenverfassung vom 28. März 1849 erlaubte auch die Nahme von Kolonien. Paragraph 102 der Reichsverfassung: Ein Reichstagsbeschluss ist in folgenden Fällen erforderlich: 7) Wenn deutsche Landestheile abgetreten oder wenn nichtdeutsche Gebiete dem Reiche einverleibt oder auf andere Weise mit demselben verbunden werden sollen.
Durch den Aufbau der Reichsflotte entstand auch eine Seemacht, die koloniale Bestrebungen durchsetzen konnte. 1848 verlangten sowohl die Hamburger Marinekommission in ihrem Bericht, als auch Adalbert von Preußen als Leiter der Technischen Marinekommission in seiner „Denkschrift über die Bildung einer deutschen Kriegsflotte“ nach dem Vorbild der britischen Royal Navy die weltweite Einrichtung von „Stationen“ der deutschen Flotte zum Schutz des deutschen Handels. Durch das Ende des Reiches von 1848 im Folgejahr konnten koloniale Ambitionen im Reich nicht verwirklicht werden, aber Adalbert von Preußen wurde 1867 Oberbefehlshaber der Marine des Norddeutschen Bundes und konnte dann die 1848 geplanten Marinestationen in Übersee einrichten, die schließlich die militärischen Voraussetzungen für den Erwerb der deutschen Kolonien schufen.